# Rizzle Kicks
Rizzle Kicks ist ein britisches Hip-Hop-Duo aus Brighton. Es wurde von den beiden Musikern Jordan „Rizzle“ Stephens (* 25. Januar 1992 in London) und Harley „Sylvester“ Alexander-Sule (* 23. November 1991 in London) 2008 gegründet. Ihr Stil vereint Popelemente mit dem Hip-Hop-Stil aus dem Ende der 1980er/Beginn der 1990er Jahre.

## Werdegang
Die beiden Musiker sind in London geboren und lernten sich im Alter von vier Jahren über ihre Familien kennen. Mit der Zeit verloren sie den Kontakt zueinander und zogen unabhängig voneinander nach Brighton. Dort wurden sie durch verschiedene Zufälle im Alter von elf Jahren wieder vereint, als sie bei einem Fußballspiel aufeinander trafen. Sie besuchten die BRIT School und begannen mit Rap über Samples ihrer Lieblingsmusiker erste Mixtapes aufzunehmen. Mit der Hilfe eines Freundes entstanden Musikvideos. Am 31. Oktober 2011 erschien ihr Debütalbum Stereo Typical.
Eine erste Single erschien im Mai 2011, mit der zweiten Single Down with the Trumpets erreichten Rizzle Kicks erstmals die britischen Charts. Gemeinsam mit Olly Murs wurde die Single Heart Skips a Beat eingespielt.
Das zweite Album Roaring 20s erschien im September 2013. Auf dem Album Head Up High von Morcheeba, das im Oktober 2013 erschien, arbeiteten die Rizzle Kicks an dem Song To Be mit.

## Diskografie
Alben
- 2011: Stereo Typical
- 2013: Roaring 20s

Singles
- 2011: Prophet (Better Watch It)
- 2011: Down with the Trumpets
- 2011: When I Was a Youngster
- 2011: Mama Do the Hump
- 2011: Prophet (Better Watch It)
- 2012: Traveller’s Chant
- 2012: Dreamers
- 2013: Lost Generation
- 2013: Skip to the Good Bit
- 2013: Happy That You’re Here
- 2014: Tell Her
- 2016: Always Late
- 2016: Everyone’s Dead
- 2016: Cooler Than This
- 2016: Slurp!

Gastbeiträge
- 2011: Heart Skips a Beat (mit Olly Murs)
- 2011: The Walk (mit Mayer Hawthorne)